# دوستان دوست باقی خواهند ماند
دوستان دوست باقی خواهند ماند (به انگلیسی: Friends Will Be Friends) آهنگی از گروه راک بریتانیایی، کوئین است. این آهنگ توسط فردی مرکوری (آوازخوان اصلی گروه) و جان دیکن (نوازنده گیتار بیس) گروه نوشته شده است و در آلبوم سال ۱۹۸۶ گروه، نوعی جادو قرار داشت. این آهنگ سی‌امین تک‌آهنگ گروه در بریتانیا بود و وقتی که منتشر شد، رتبه چهاردهم را بدست آورد. این ترانه در کنسرت‌های مجیک تور هم به صورت زنده اجرا شد. قابل ذکر است که از تور اخبار جهان در ۱۹۷۷، این ترانه اولین و تنها ترانه‌ای بود که در انتهای کنسرت‌ها بین دو آهنگ ما تو را به جنب و جوش می‌اندازیم و ما قهرمانیم خوانده شد. این ترانه در چندین آلبوم گردآوری‌شده از بهترین کارهای گروه هم قرار داده شده است.

## پرسنل
- فردی مرکوری - آوازخوان اصلی و پیانو
- برایان می - نوازنده گیتار لید و آوازخوان پشتیبان
- راجر تیلور - درامز
- جان دیکن - نوازنده گیتار بیس و آوازخوان پشتیبان
- اسپایک ادنی - کیبورد

| جدول (سال ۱۹۸۶)         | رتبه | هفته |
| ----------------------- | ---- | ---- |
| جدول تک‌آهنگ‌های هلند     | 16   | 9    |
| جدول تک‌آهنگ‌های آلمان    | 20   | 10   |
| جدول تک‌آهنگ‌های ایرلند   | 4    | 5    |
| جدول تک‌آهنگ‌های نیوزلند  | 50   | 1    |
| جدول تک‌آهنگ‌های سوییس    | 19   | 5    |
| جدول تک‌آهنگ‌های بریتانیا | 14   | 12   |